# Буйр-Нуур
Буйр-Нуур (монг. Буйр нуур) — велике прісноводне озеро на сході Монголії, на кордоні з Китаєм. Північно-західне узбережжя знаходиться на території Китаю. Висота над рівнем моря 583 метри.

## Гідрологія
В озеро впадає річка Халхин-Гол, яка в дельті має два рукави. Площа озера 610 квадратних кілометри, довжина — 40 км, ширина — 20 км. Близько 30 км берегової смуги належить Китаю. У Внутрішній Монголії озеро також називають Хулун-Буйр. Максимальна глибина озера до 50 метрів, при середній глибині 6 метрів, об'єм 3734 млн куб м. Мінералізація вища у західній частині 299–366 мг/л і нижча у східній частині 201–294 мг/л

## Тваринний світ та охорона природи
Озеро багате рибою: сазан, щука, налим. Є найважливішим місцем линьки гуски-сухоноса, яка занесена в Червону книгу. Китайська сторона водойма вже входить до складу заповідника «Далайнор». Натомість на монгольській стороні робота по створенню заповідної території лише ведеться, тож у перспективі резерват стане транскордонним.